# Multiclavula fossicola
Multiclavula fossicola är en lavart som först beskrevs av Corner, och fick sitt nu gällande namn av R.H. Petersen 1967. Multiclavula fossicola ingår i släktet Multiclavula och familjen Clavulinaceae.   Inga underarter finns listade i Catalogue of Life.